# Rückenstreifen-Kapuziner
Der Rückenstreifen-Kapuziner (Sapajus libidinosus, Syn.: Cebus libidinosus) ist eine Primatenart aus der Unterfamilie der Kapuzineraffen innerhalb der Neuweltaffen. Er galt ehemals als Unterart des Gehaubten Kapuziners.

## Merkmale
Rückenstreifen-Kapuziner sind mittelgroße Primaten mit schlanken Gliedmaßen und einem langen Schwanz. Das Gewicht weiblicher Tiere variiert von 1,8 bis 2,6 kg, bei männlichen schwankt es zwischen 3,4 und 4,4 kg. Das Fell ist vorwiegend gelblich-braun gefärbt, am Rücken erstreckt sich der namensgebende dunkle Streifen. Ebenfalls dunkel sind die Arme, Beine und der Schwanz gefärbt. Die Oberseite des Kopfes ist dunkelbraun, die Haare hier bilden zwei Schöpfe.

## Verbreitung und Lebensraum
Rückenstreifen-Kapuziner kommen im nordöstlichen Brasilien zwischen Rio Araguaia und Rio São Francisco, nicht jedoch in der Nordwestecke von Maranhão und der Nordostecke von Pará. Lebensraum sind die trockenen Laubwälder in der brasilianischen Caatinga und im Cerrado. Die ursprünglich der Art zugerechneten Kapuzineraffen im Pantanal, im Osten Paraguays, sowie im südöstlichen Bolivien und dem äußersten Norden Argentiniens werden heute als eigenständige Art geführt (Azara-Kapuzineraffe, Sapajus cay).

## Lebensweise

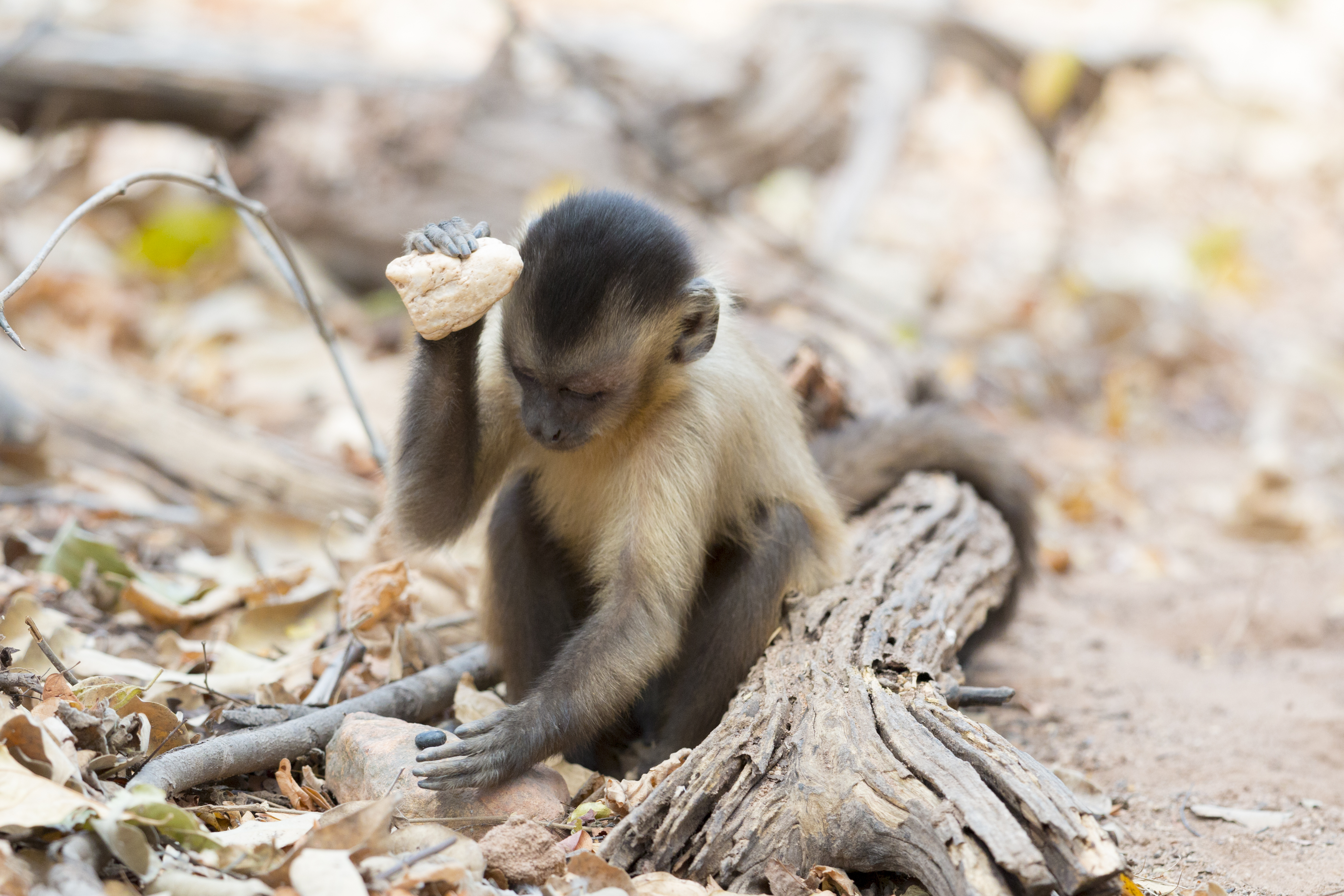
Ein Rückenstreifen-Kapuziner beim Aufschlagen einer Nuss mit einem Stein

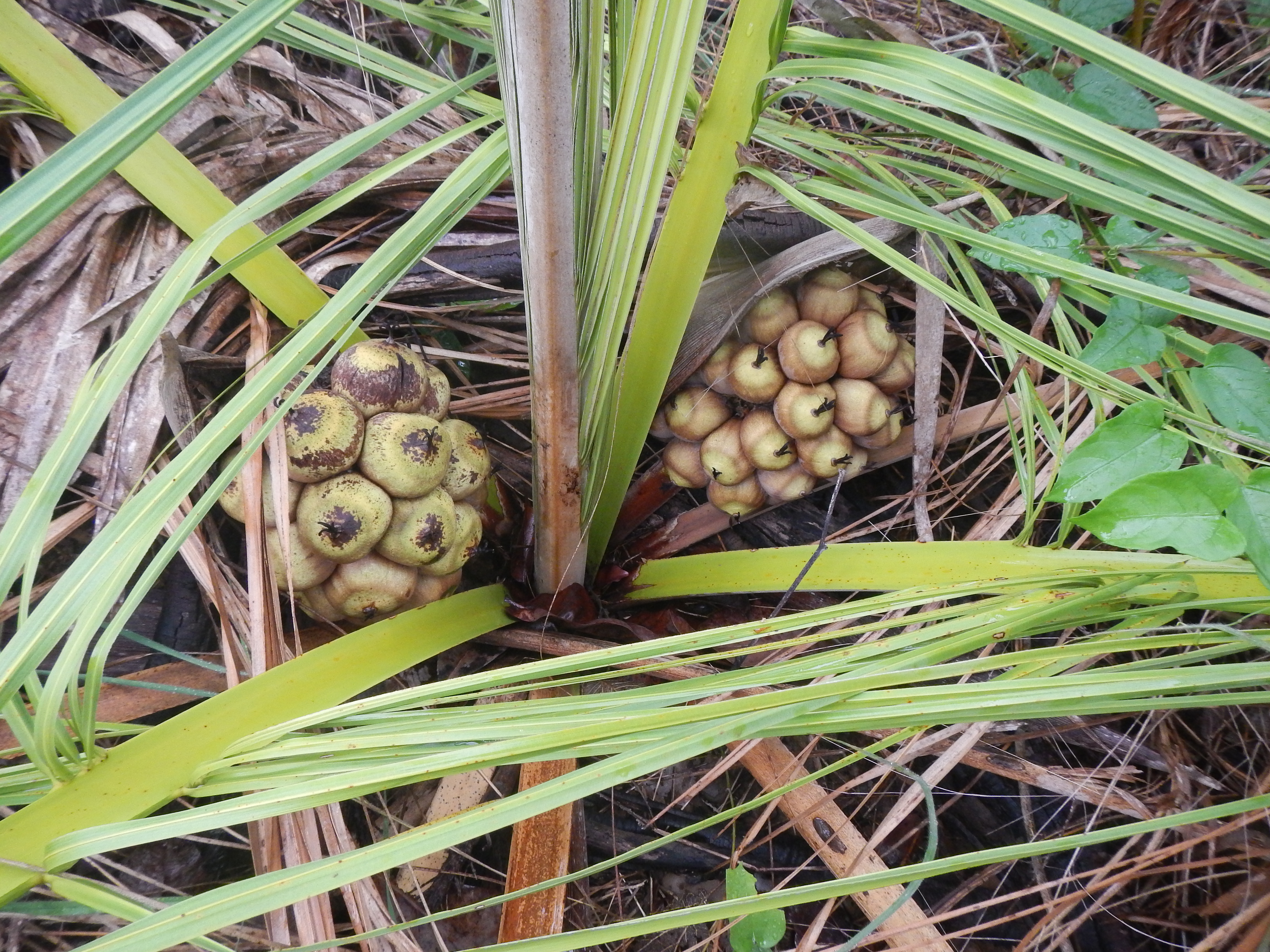
Früchte von Attalea barreirensis

Diese Primaten sind wie alle Kapuzineraffen tagaktive Baumbewohner, die sich vorwiegend auf allen vieren fortbewegen. Beim Transport von Gegenständen richten sie sich aber auf den Hinterbeinen auf. Untersuchungen im Nationalpark Serra da Capivara in Brasilien zeigten, dass die Tiere auf diese Weise bis zu 35 m über den Boden zurücklegen. Bemerkenswerterweise führten etwa ein Fünftel aller beobachteten zweibeinigen Bewegungen in den Bäumen vertikal aufwärts. Die überwundenen Distanzen betrugen dabei bis zu 11 m. Die Tiere leben in Gruppen von bis zu 20 Tieren, die sich aus mehreren Männchen und Weibchen zusammensetzen. Sie etablieren eine Rangordnung, ein dominantes Männchen leitet die Gruppe, daneben gibt es auch ein führendes Weibchen, dem alle anderen Männchen untergeordnet sind. Dominante Männchen sind meist 0,2 bis 1 kg schwerer als untergeordnete Geschlechtsgenossen.
Sie sind Allesfresser, die in erster Linie Früchte zu sich nehmen. Daneben fressen sie andere Pflanzenteile, aber auch Insekten und kleine Wirbeltiere. Bei einer Untersuchung in einer Caatinga-Region im Bundesstaat Piauí fand man das sich ihre Nahrung zu 47 % aus Früchten, zu etwa 30 % aus Insekten und zu jeweils 4 % aus Blüten und Blättern zusammensetzte. In der Trockenzeit machen Früchte der Palmen Astrocaryum campeste, Attalea barreirensis, Attalea sp., Orbignya sp. und Syagrus einen bedeutenden Teil der Nahrung aus, da sie rund um das Jahr zur Verfügung stehen. Um die harten Palmenfrüchte zu öffnen, benutzen die Rückenstreifen-Kapuziner Steine als Schlagwerkzeug. Außerdem fressen die Affen auf Maisfeldern und Zuckerrohrplantagen.
Der Impuls und die Partnerwahl bei der Paarung geht vom Weibchen aus, allerdings wählen die meisten das Alpha-Männchen, das demnach die meisten Jungtiere der Gruppe zeugt. Der männliche Nachwuchs wächst schneller und länger als der weibliche. Männchen erreichen mit 9,8, Weibchen mit 7,5 Jahren ihr vollständige Größe. Bei den Männchen gibt es aber eine größere Variationsbreite im Körpergewicht, da Alpha-Tiere noch einmal an Gewicht zulegen, dieses aber mit dem Verlust der Position wieder reduzieren.

## Werkzeuggebrauch
Rückenstreifen-Kapuziner verwenden Steine, um Wurzeln, z. B. von Maniok auszugraben, um in das Innere der Früchte der Kakteenart Pilosocereus piauhyensis zu gelangen, um Ameisenbauten zu öffnen und um Palmnüsse zu knacken (Werkzeuggebrauch bei Tieren). Dabei positionieren die Tiere die Nüsse in eine stabile Lage, die zumeist die symmetrischere Seite etwa einer Palmenfrucht darstellt. Vor dem Auflegen der Nuss auf den Untergrund klopfen sie mit dieser mehrfach auf. Damit suchen sie wahrscheinlich eine ideale, stabile Lage und orientieren sich mit dem Gehör. Der Fokus auf akustische Signale begründet sich eventuell darin, dass die Tiere beim Schlagen beständig und wachsam die Umgebung beobachten. Zweige verwenden die Affen um in Baumhöhlen und Felsspalten Echsen, Insekten, Honig oder Wasser zu finden.
Nach archäologischen Untersuchungen an Schlagplätzen im Nationalpark Serra da Capivara in Brasilien reicht das Verhalten, Nüsse und harte Samen mittels Schlagsteinen aufzubrechen, in der Region rund 3000 Jahre zurück, umspannt also rund 450 Generationen der Rückenstreifen-Kapuziner. Dabei ließen sich auch mehrfach Variationen beim Gebrauch der Schlagsteine erkennen. So waren die Schlagsteine anfänglich klein, wurden dann aber im Zeitraum von vor 2400 bis 300 Jahren vor heute deutlich größer und danach wieder kleiner. Dies wird mit einer Veränderung im Nahrungsspektrum von kleineren Samen und Nüssen hin zu größeren und wieder zu kleineren erklärt. Womit dieser Wechsel zusammenhängt, ist unbekannt. Es stellt aber einen der wenigen Belege für aufeinanderfolgende und sich ablösende „Schlag-“ beziehungsweise „Werkzeugtraditionen“ außerhalb der menschlichen Entwicklungslinie dar.
Durch engagiertes Schlagen von Steinen aufeinander erzeugen die Rückenstreifen-Kapuzineraffen auch scharfkantige Steinscherben, „die genauso aussehen wie die ersten menschlichen Werkzeuge“. Diese Fähigkeit wurde bisher nur dem Menschen und Menschenaffen zugeschrieben. Die Kapuzineraffen scheinen die scharfen Steinstücke nicht mit der Absicht herzustellen, diese als Werkzeug, etwa zum Schneiden, zu benutzen. Sie scheinen vielmehr die Absicht zu haben Spurenelemente aufzunehmen, da sie wiederholt dabei beobachtet wurden, dass sie an den zerbrochenen Steinen leckten.

## Gefährdung
Rückenstreifen-Kapuziner leiden in Teilen ihres Verbreitungsgebietes an der Bejagung wegen ihres Fleisches und an der Zerstörung ihres Lebensraumes. Die IUCN – die die Art auf zwei Arten, Sapajus libidinosus und Sapajus cay aufteilt – sieht die Bestände zwar im Rückgang begriffen, aber noch nicht im besorgniserregenden Ausmaß. Sie listet die beiden Arten daher als „nicht gefährdet“ (least concern). Diese Aufteilung auf zwei Arten wird von anderen Quellen aber nicht mitgetragen.